# Marina Vilalta i Fajula
Marina Vilalta i Fajula (Ogassa, 14 de junio de 1927)es una pastora catalana considerada la pastora en activo más veterana de Cataluña. 

## Biografía
Nació en Solanguit,una casa humilde de Ogassa, y tuvo 11 hermanos. Los hermanos mayores eran hijos del primer matrimonio de su madre, que cuando enviudó se casó con el hermano de su difunto marido.
Desde los cinco años empezó a apacentar a las ovejas con su padre. Desde pequeña mostró una gran estima por el ganado, especialmente las ovejas, que considera "los animales de los pobres". Trabajó en una fábrica durante las noches durante una época. Al casarse se trasladó a Cal Sibí de Bruguera y regresó a su profesión de pastora. Siempre ha dimensionado su rebaño en función de las hectáreas para conseguir una alta calidad de la carne. Con su rebaño pasea todos los días por los pies del Taga. Defiende que los requisitos para la profesión es "tener fe con el ganado y amor".
Como buena conocedora de canciones populares tradicionales, participó en grabaciones del festival Càntut con siete piezas.
Salió de Cataluña sólo para ir a Mallorca para cumplir el sueño de experimentar qué se sentía al volar, pero regresó el mismo día por la tarde a Bruguera. 

### Cruz de Sant Jordi
En la década de 2020 se convirtió en popular en los medios de comunicación por ser considerada la pastora en activo más vieja de Cataluña en un momento en que la profesión estaba en proceso de extinción. Por este motivo en marzo de 2022 comenzó una recogida de firmas, que enseguida logró 5.000, para que fuera reconocida con la Cruz de Sant Jordi, que le fue entregada ese año. En total, se recogerían 5.800 firmas.
 

La Cruz de Sant Jordi le fue entregada:
"En reconocimiento a su trayectoria vital, vinculada desde el primer momento a la ganadería, un oficio imprescindible que es patrimonio de nuestra cultura e historia. Su devoción por el campo, el trabajo con el ganado y el mantenimiento de las tradiciones orales de la comarca del Ripollès, participando en festivales como el Càntut, son ejemplos de la importancia del trabajo en el mundo rural, y de la resiliencia de las personas que se dedican a ello." 

## Premios y reconocimientos
- 2022 Cruz de Sant Jordi.[10]
- 2022 Premio Arrelat de la comarca del Ripollès.[6]
- En octubre de 2023 el periodista Abraham Orriols publicó Una vida en las montañas, un libro donde se recoge su biografía.[11]